# 小戦争 (キューバ)
キューバの小戦争（しょうせんそう、スペイン語: Guerra Chiquita）は、スペイン王国とキューバ革命軍の間で行われた戦争。キューバで行われた3度の独立闘争（十年戦争、小戦争、1895年から1898年までの戦争）のうち2度目にあたる。小戦争は1879年8月26日に勃発、最初は成功したものの革命軍は1880年9月に敗れた。

## 背景
小戦争の背景には十年戦争と同じ理由があり、十年戦争の再開という面もある。1878年のサンホン協定により釈放されたカリスト・ガルシアはニューヨークに向かい、ほかの革命派とキューバ革命委員会を創設した。同年にはスペインのキューバ統治に反対するマニフェストを出し、ほかの革命派の指導者からの賛同が得られて戦争が1879年8月26日に勃発した。

## 戦争
サンホン協定に署名しなかった数少ない革命派指導者の1人カリスト・ガルシアが革命軍を率いた。カリスト以外の指導者にはホセ・マセオ、ギリェルモ・モンカダ、エミリオ・ヌニェス・ロドリゲスなどがいる。革命軍の前には多くの問題が立ちはだかった。すなわち、革命軍にはガルシア以外で経験豊富な指揮官が少なく、武器も弾薬も不足しており、同盟国もいなかった。さらに、キューバの市民は十年戦争直後で疲弊しており、勝利の望みが少ないとして平和を望んだ。キューバ西部では多くの革命派指導者が逮捕され、残りも1879年から1880年にかけて降伏を余儀なくされた。結局、革命軍は1880年9月には完全に敗北した。

## その後
スペインは改革を承諾したものの、改革は効果が上がらなかった。1876年スペイン憲法は1881年にキューバに適用されたが、それで変わったことは少なかった。キューバはスペイン国会に代表を送ることが許可されたが、キューバの最保守派が常に選出されるのが実情だったため、結局何も変わらなかった。
改革が実質的には全く進まなかったことで15年後には蜂起が再び起こり、95年の戦争として知られる独立戦争が勃発した。革命派の将軍たちが小戦争で得た経験は大いに役に立ち、95年の戦争と米西戦争の後、キューバはスペインからの独立を果たした。